# Leo Bei (Musiker)

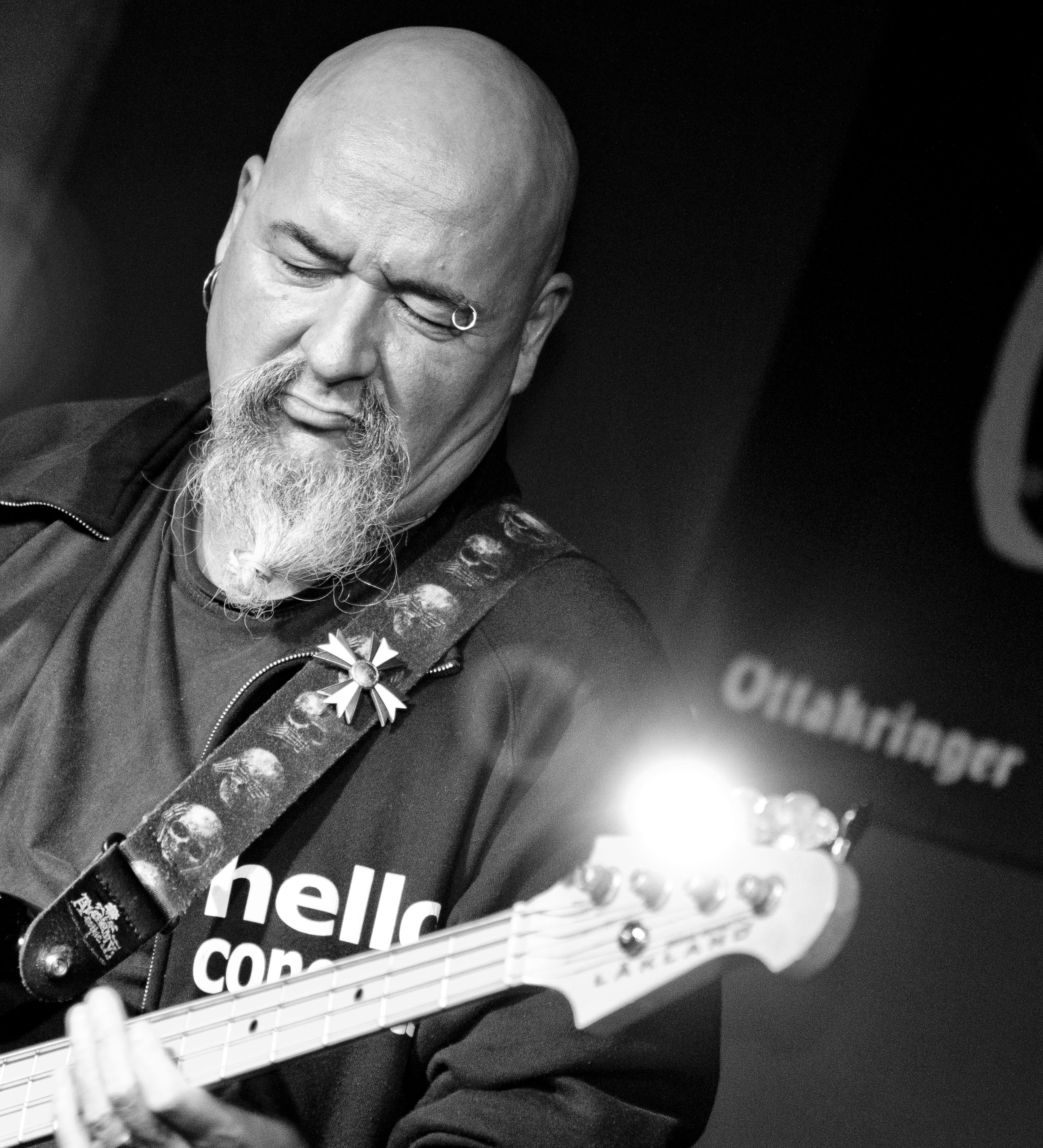
Leo Bei bei einem Konzert im »Local« am 15. November 2011

Leo Gustav Bei (* 9. Jänner 1958 in Mödling, auch bekannt unter dem Pseudonym Karl „Charly“ Horak) ist ein österreichischer Musiker.

## Leben
Besser bekannt unter dem Pseudonym Karl Horak spielte er langjährig Bassgitarre bei „Ostbahn Kurti & die Chefpartie“, einer Wiener Rock-’n’-Roll-Band. Gleichzeitig war er für Aufnahmen und Produktion von mindestens sechs Alben von Kurt Ostbahn verantwortlich, von dem jedes Gold-Status erreichte. Leo Bei ist seit seinem vierzehnten Lebensjahr musikalisch tätig und beherrscht die Instrumente Bass, Klavier / Keyboard, elektrische sowie akustische Gitarre. Die erste Band hieß „Crumb“ (1980). 1996 begann die Zusammenarbeit mit der Pop/Rock-Gruppe Erste Allgemeine Verunsicherung.
Diese dauerte bis 2014 an.
2003 veröffentlichte er die Soloplatte Horak'n'Roll, die Songs der vergangenen 10 Jahre beinhaltete. Viele Parts wurden selbst eingespielt, es waren aber auch Gäste (u. a. Christian Eigner, Robert Baumgartner, uva. zu hören). In Österreich ist Leo Bei ein anerkannter, im Rock verwurzelter äußerst vielseitiger Musiker und Produzent. Er spielte mit vielen Künstlern u. a. Harri Stojka, Peter Wolf zusammen.
Leo Bei veröffentlichte 2007 sein deutschsprachiges Album Horak, das auf seiner Homepage zum Freedownload erhältlich ist. Namhafte Musiker wie Hannes Wildner, Peter Wolf, Wolfgang Laab, Robert Baumgartner, Herbert Tampier und viele andere waren an der Entstehung dieser Produktion beteiligt.
Er betreibt ein Tonstudio in Wien. In der österreichischen Serie MA 2412 in der Folge „Kebab“ hatte er einen Gastauftritt als Betreiber eines Kebapstands.
Sein 1994 geborener Sohn Leo Luca ist ebenfalls Musiker.

## Equipment

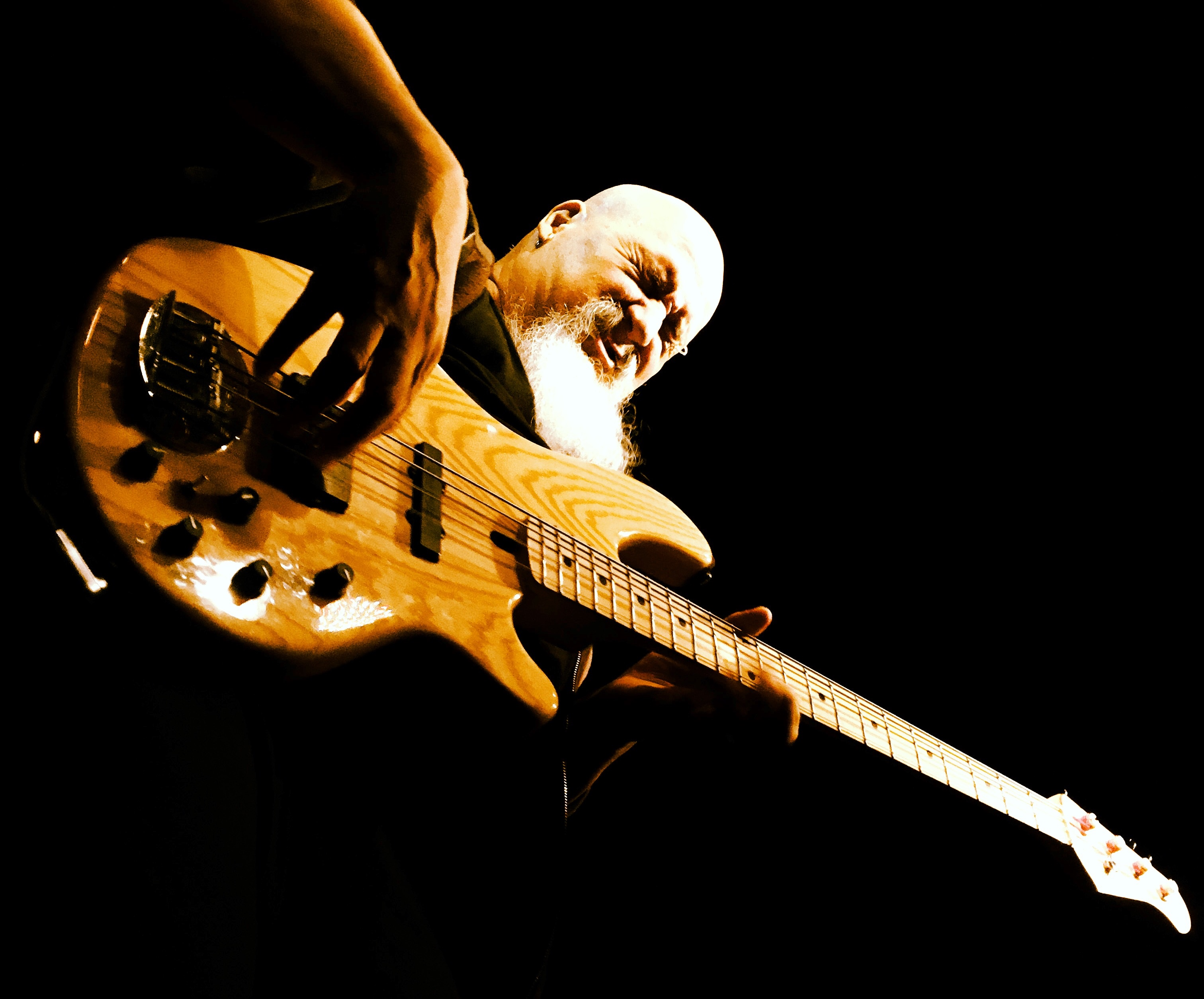
Leo Bei 2019 in Wien (HORAK Trio Konzert am 19. Jänner 2019)

Als Hauptinstrument dienen Leo Bei mehrere Fender (Precision Bass 1963, fretless Jazz Bass, 1962/73), Lakland Skyline, Fender Stratocaster, 1962. Als Verstärker kommt meist ein Ampeg B5-R, ein Ampeg SVT sowie Verstärker von Fender zum Einsatz. Akustische Gitarren sind eine Martin D-28 (1956) sowie Instrumente von Ovation und Takamine.

## Arrangements
Leo Bei ist Kopf und Gründer der Band HORAK (Andreas Abraham und Leo Luca Bei (Gitarren) und Robert Baumgartner (Schlagzeug)). Seit 2017 spielt er auch als Bassist bei der Boring Blues Band.

## Produktionen
- 1980: Crumb – The Day When Mr.Goodbar
- 1980: Crumb – Rum and Coca-cola / Frisbee
- 1982: Various Artists – Roter Engel
- 1983: Dr.Gruuf – Wos / Leiwand
- 1983: Dr.Gruuf – Das ist die Erlösung / Liag da ned in Sock
- 1983: Marc Berry – Dreams come true
- 1985: Ostbahn-Kurti & die Chefpartie – Ostbahn-Kurti & die Chefpartie
- 1985: Erwin Bros – Nur mit Dir
- 1985: Ostbahn-Kurti & die Chefpartie – Live
- 1986: Schmetterlinge – Mit dem Kopf durch die Wende
- 1987: Erwin Bros – 120 km samma ausanand
- 1987: Mainstreet – Daddy Blue
- 1987: Bessie Brühl & Erwin Bros – Du und I
- 1988: Mainstreet – Dancing on fire
- 1988: Ostbahn-Kurti & die Chefpartie – A scheene Leich
- 1988: The Wasteland – Take me (i wanna be a child again)
- 1988: The Losers – Boys are bound to be free / Mabe she´s right
- 1988: Ronnie Urini – The Decade of Decay
- 1988: Ronnie Urini & Venus – Endless Summer
- 1989: The Form – Informal
- 1989: Ostbahn-Kurti & die Chefpartie – Liagn und Lochn
- 1989: The Form – Land of Mystery
- 1989: Hans Grüssinger – Straßen der Nacht
- 1989: Hallucination Company – Karli Prohaska is my name
- 1990: Redlock – Cry for life
- 1991: Various Artists – Roter Engel Gala
- 1991: Ostbahn-Kurti & die Chefpartie – Hoib so wüd
- 1991: Ostbahn-Kurti & die Chefpartie – Ostbahn 11 Teil 1&2 (Video)
- 1992: Ostbahn-Kurti & Die Chefpartie – A blede Gschicht
- 1993: Bluatschink – Bluatschink
- 1993: Walter Galla – A scheena Tog
- 1994: Ostbahn-Kurti & die Chefpartie – Saft und Kraft
- 1994: Ostbahn-Kurti & die Chefpartie – Trost und Rat
- 1996: Sigi Maron – Raps und Rüpsen (mit Horak-X)
- 1996: Sigi Maron – Klane Leit (Promo-Single)
- 1996: Alf Poier & die obersteirische Wolfshilfe
- 1996: Florian Ast – Florenstein
- 1996: Ostbahn-Kurti & die Chefpartie – Die grössten Hits aus 10 Jahren
- 1997: Alkbottle – Wir trinken auf Rapid
- 1997: Boring Blues Band – Rhythm in my feet
- 1997: EAV – Schau wias schneit
- 1997: EAV – Im Himmel ist die Hölle los
- 1997: EAV – Bongo Boy
- 1997: EAV – Die Russen kommen
- 1998: Bauchfleisch – Durch dick und dünn
- 1998: C-Bra – Make up your mind
- 1998: Various Artists – Ohne Euch Nicht
- 1998: STS – Volle Kraft
- 1998: C-Bra – Mother and Child
- 1998: EAV – Himbeerland
- 1998: C-Bra – Merry X-mas
- 1998: Beckermeister – Xundheit und Prost
- 1999: C-Bra – Love you today
- 1999: Schmetterlinge – Kindertheater – Rosa und Petersil
- 2000: Beckermeister – A steula Tog
- 2000: Klaus Eberhartinger und die Gruftgranaten – Austropop in tot-weiß-tot
- 2002: Ostbahn – Kurtiositäten
- 2003: Ostbahn-Kurti & die Chefpartie – Hohe Warte Live
- 2003: Horak – Horak'n Roll
- 2004: Crumb – 30 years after
- 2004: Alf Poier – Weil der Mensch zählt
- 2005: Alf Poier – Lustige Lieder der Traurigkeit und Not
- 2005: EAV – 100 Jahre EAV
- 2006: Manuel Ortega – Angekommen
- 2007: Karl Horak – Horak
- 2007: EAV – Amore XL
- 2009: Beckermeister – Live
- 2010: EAV – Neue Helden braucht das Land
- 2010: Kottan Soundtrack
- 2013: Bluatschink – DinnaDaussa
- 2014: STILL SHINE – shine two
- 2015: Wiener Wahnsinn – Voll Ume